# Vladimir Levenshtein
Vladimir Iossifovitch Levenshtein (en russe : Владимир Иосифович Левенштейн, né le 20 mai 1935 et mort le 6 septembre 2017) est un scientifique russe. Ses travaux portent en grande partie sur la théorie des codes. On lui doit notamment une notion de distance permettant de quantifier l'écart entre deux chaînes de caractères, la distance de Levenshtein, qu'il a conçue en 1965, et qui est largement utilisée dans les correcteurs orthographiques. Il a également obtenu une borne,sur la taille maximale des codes correcteurs et des designs valable pour les espaces métriques, entre autres l'espace de Hamming ou la sphère euclidienne. Cette borne a permis, l'obtention des kissing numbers en dimension 8 et 24 (nombre maximal de sphère de rayon unité qui peuvent toucher une sphère de rayon unité, résultat obtenu indépendamment la même année par A. Odlyzko et N. Sloane).
Il est diplômé de l'université d'État de Moscou au Département de Mathématiques et de Mécanique en 1958 et travaille depuis à l'Institut de mathématiques appliquées Keldych à Moscou. Il est « fellow » à l'IEEE dans la branche théorie de l'information
Il a obtenu la médaille Richard-Hamming de l'IEEE en 2006.